# Sagae
Sagae (Japans: 寒河江市, Sagae-shi) is een stad in de prefectuur Yamagata in het noorden van Honshu, Japan. De stad heeft een oppervlakte van 139,08 km² en begin 2008 ruim 43.000 inwoners. De stad staat bekend om de grote productie van kersen.

## Geschiedenis
Op 7 januari 1893 werd het dorp Sagae de gemeente Sagae (尾花沢町, Sagae-machi).
Sagae werd op 1 augustus 1954 een stad (shi) na samenvoeging van de gemeente Sagae met een viertal dorpen.

## Verkeer
Sagae ligt aan de Aterazawa-lijn van de East Japan Railway Company.
Sagae ligt aan de Yamagata-snelweg en aan de autowegen 112, 287, 347 en 458.

## Stedenband
Sagae heeft een stedenband met
- Giresun, Turkije sinds 25 juni 1988.

## Geboren in Sagae
- Hirō Kikai (鬼海 弘雄, Kikai Hirō), fotograaf

## Aangrenzende steden
- Tendō
- Murayama